# Consensus scientifique sur le changement climatique
Pour un article plus général, voir Changement climatique.

Représentation sous forme de diagramme à barres du consensus scientifique entre les climatologues publiés sur le réchauffement climatique d'origine humaine.

Le consensus scientifique sur le changement climatique est reflété par les rapports de synthèse, les déclarations d'organisations scientifiques d'importance nationale et internationale, ainsi que les sondages d'opinion auprès des climatologues.
La communauté scientifique dans son ensemble endosse la position du Groupe d'experts intergouvernemental sur l'évolution du climat (GIEC) de janvier 2001, statuant qu'un nombre grandissant d'observations démontrent la réalité du réchauffement planétaire, et que le réchauffement observé depuis les 50 dernières années est en grande partie attribuable à l'activité humaine.
L'étude de la littérature scientifique est un autre moyen de mesurer le consensus scientifique. En 2019, une revue des publications scientifiques conclut que le consensus sur la cause du changement climatique est de 100 % ; une étude de 2021 conclut que plus de 99 % des publications scientifiques concordent sur la cause humaine du réchauffement climatique. Le petit pourcentage de publications qui est en désaccord avec le consensus contient souvent des erreurs ou ne peut être reproduit.

## Rapports de synthèse
Les rapports de synthèse évaluent la littérature scientifique, qui elle-même compile les résultats d'études individuelles, dans le but d'améliorer la compréhension globale d'un phénomène ou d'avoir une vue d'ensemble des connaissances actuelles en la matière.

### Groupe d'experts intergouvernemental sur l'évolution du climat (GIEC)
Le rapport du GIEC de 2007 considère que :

« l'activité humaine est fort probablement la cause du réchauffement global (à plus de 90 %). Le réchauffement global dans ce cas-ci réfère à une hausse de 0,75 degré de la température globale moyenne depuis les 100 dernières années. »

Celui de 2014 confirme que :

« l’influence de l’homme sur le système climatique est manifeste et de plus en plus forte et que l’on observe ses incidences sur tous les continents et dans tous les océans. Nombre des changements constatés depuis les années 1950 sont sans précédent depuis des dizaines d’années, voire des millénaires. Le GIEC est désormais certain à 95 % que l’homme est la première cause du réchauffement planétaire actuel. »

Le rapport du GIEC de 2021 conclut que :

« Il est sans équivoque que l'influence humaine a réchauffé l'atmosphère, l’océan et les terres. Des changements
généralisés et rapides se sont produits dans l'atmosphère, l’océan, la cryosphère et la biosphère. »

## Position des académies et sociétés scientifiques
Depuis 2001, plusieurs académies nationales ont fait des déclarations (parfois conjointes) affirmant la réalité du réchauffement global anthropique et demandant aux nations de réduire leurs émissions de gaz à effet de serre,. Parmi les signataires de ces déclarations, on retrouve les académies scientifiques nationales :
- d'Australie[9],
- de Belgique,
- du Brésil,
- du Cameroun,
- Société royale du Canada,
- des Caraïbes,
- de Chine,
- Institut de France[10],
- du Ghana,
- Académie Léopoldine, Allemagne ;
- d'Indonésie,
- d'Irlande,
- Académie nationale des sciences, Italie ;
- d'Inde,
- du Japon,
- du Kenya,
- de Madagascar,
- de Malaisie,
- du Mexique,
- du Nigeria,
- Royal Society of New Zealand,
- Académie des sciences de Russie,
- du Sénégal,
- d'Afrique du Sud,
- du Soudan,
- Académie royale des sciences de Suède,
- de Tanzanie,
- de Turquie,
- de l'Ouganda,
- Royal Society, Royaume-Uni[11],
- des États-Unis[12],
- de Zambie,
- et du Zimbabwe.

En 2016, au moins 80 académies nationales des sciences partageaient ce consensus.

## Revues systématiques et sondages d'opinion auprès des scientifiques

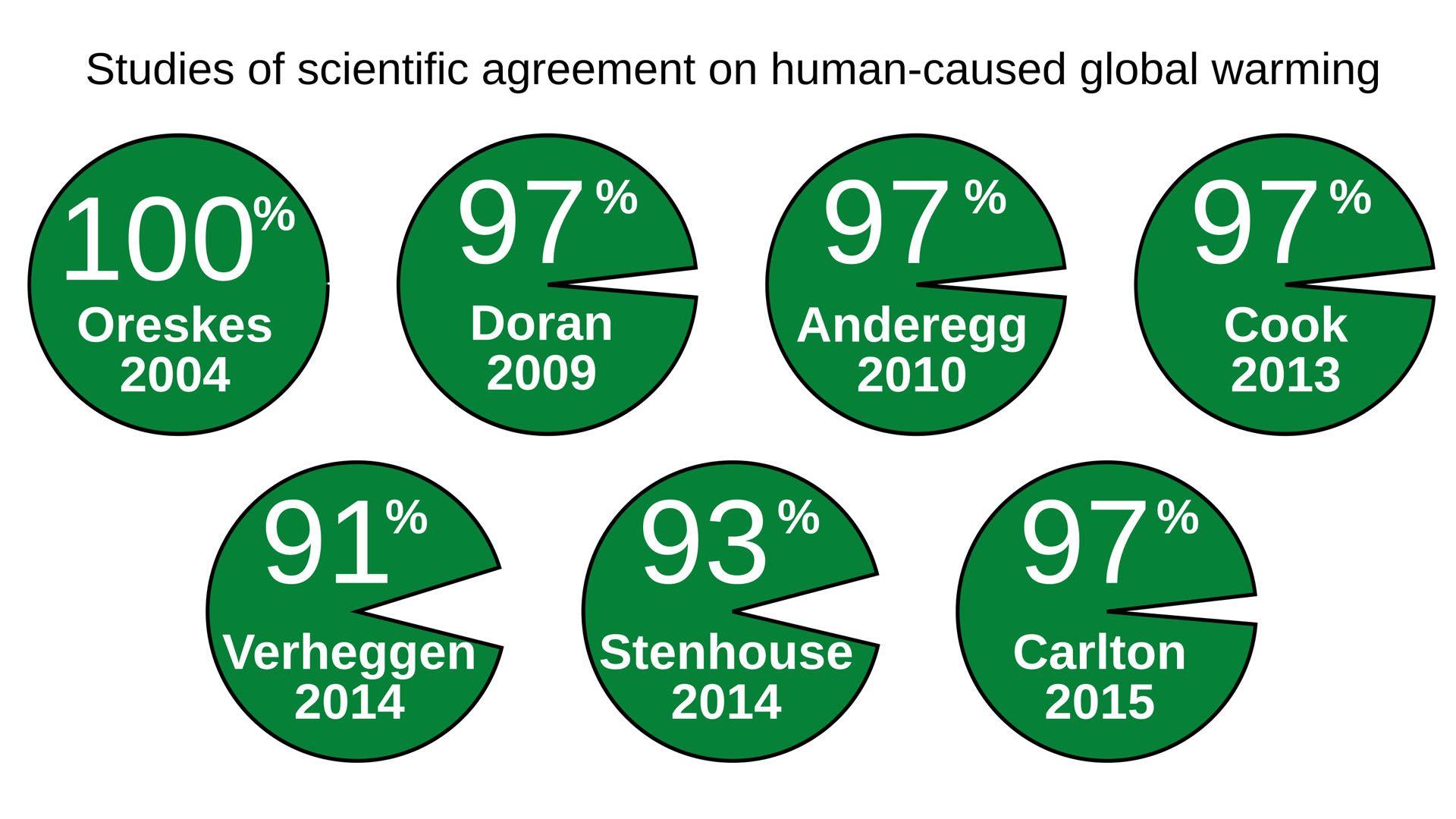
Ce graphique de John Cook issu de "Consensus on Consensus", Cook et al. (2016), illustre les résultats de sept analyses du consensus scientifique sur la nature anthropique du réchauffement climatique par Naomi Oreskes, Peter Doran, William Anderegg, Bart Verheggen, Ed Maibach, J. Stuart Carlton, et John Cook.

Presque tous les climatologues publiant activement démontrent que les activités humaines sont la cause du réchauffement climatique,.

### Définition de la notion de consensus parJean Jouzel(2021)
La communauté scientifique émet des hypothèses. Elles sont testées à plusieurs reprises et la communauté se concentre finalement sur l'hypothèse la plus solide. Il émerge une théorie unique au fil du temps par un processus long basé sur la transparence, la qualité de la preuve et les méta-analyses. Il ne s'agit pas d'un vote mais d'un processus de construction collective dont le GIEC est la meilleure référence.

### John Cooket al.(2016)
En 2016 dans un article intitulé « Consensus sur le consensus », au vu des études disponibles Cook et ses collègues concluent que ce consensus est partagé par au moins 90 % des scientifiques du climat (le résultat est de 90 à 100 % selon la question exacte considérée, la date de l'étude et la méthodologie d'échantillonnage). Ils estiment que ce taux est solide et qu'il est cohérent avec les résultats d'autres enquêtes sur les scientifiques du climat ainsi qu'avec les résultats des études évaluées par des pairs. (Une seule étude concluait à un taux de consensus plus bas, mais elle comprenait deux biais méthodologiques.)
Le 15 mai 2013 Cook et d'autres auteurs dans Environmental Research Letters avaient déjà analysé 11 944 résumés de recherches menées par 29 083 auteurs entre 1991 et 2011. Les auteurs concluent que 97,1 % des 3896 articles qui prennent position sur les causes du réchauffement climatique appuient le consensus scientifique selon lequel ce réchauffement est attribuable à l'activité humaine. En outre ce consensus va en augmentant légèrement avec le temps.

### Anderegg, Prall, Harold, et Schneider (2010)
Un article de 2010, publié dans Proceedings of the National Academy of Sciences of the United States, a analysé les données de publication et de citation pour 1 372 chercheurs des sciences du climat et émis les deux conclusions suivantes :

« (i) 97–98 % des chercheurs dont le sujet principal de publication est la science du climat soutiennent la thèse du réchauffement anthropique telle que décrite par le GIEC, et (ii) l'expertise climatique et la notoriété scientifique des chercheurs qui contestent cette thèse est nettement plus basse que celle de chercheurs qui la supportent. »

### Étude de Peter Doran et Maggie Zimmerman (2009)
Une étude publiée en 2009 par Peter Doran (en) et Maggie Zimmerman, du département des sciences de la Terre et de l'environnement de l'Université de l'Illinois à Chicago, et à laquelle 3146 scientifiques ont répondu, révèle que 90 % des scientifiques interrogés sur le sujet jugent que les températures mondiales ont « globalement augmenté » depuis le XIXe siècle, et 82 % sont d'accord avec l'affirmation selon laquelle les activités humaines « contribuent significativement au changement des températures moyennes globales. » Ces taux montent respectivement à 96,2 % et à 97,4 % chez les 79 spécialistes en climatologie (ceux qui ont indiqué « science du climat » comme domaine d'expertise et qui ont publié plus de 50 % de leurs articles récents sur le sujet). À l'inverse, seulement 47 % des 103 géologues interrogés pensent que l'activité humaine est un facteur significatif du changement climatique. En conclusion l'enquête affirme :

« Il semble que le débat sur l'authenticité du réchauffement global et sur le rôle joué par les activités humaines soit largement inexistant parmi ceux qui comprennent les nuances et les bases scientifiques des processus climatiques à long terme. »

### Analyse de Naomi Oreskes (2004)
Les tenants de l'existence d'un consensus concernant la responsabilité humaine dans le réchauffement climatique s'appuient sur la prise de position de plusieurs institutions scientifiques et sur le nombre de climatologues impliqués dans les analyses du GIEC. Ce consensus a parfois été mis en doute par des responsables politiques, en particulier aux États-Unis. Mais selon une étude publiée dans la revue Science par une historienne des sciences, Naomi Oreskes, l'analyse de 928 résumés d'articles scientifiques sélectionnés dans une base de données à l'aide des mots clés « climate change » et publiés entre 1993 et 2003 montre qu'aucun d'entre eux ne remettait en cause le consensus défini par le GIEC.

#### Ouvrages, chapitres d'ouvrages et rapports
- Bray Dennis et Von Storch Hans, The Perspectives of Climate Scientists on Global Climate Change, Geesthacht, Helmholtz-Gemeinschaft, 2007.
- Groupe d’experts intergouvernemental sur l’évolution du climat (GIEC), Changements climatiques 2014 : Rapport de synthèse. Résumé à l’intention des décideurs, Genève, Organisation météorologique mondiale ; Nairobi, Programme des Nations unies pour l'environnement, 2014, 33 p.
- Groupe d’experts intergouvernemental sur l’évolution du climat (GIEC), Réchauffement planétaire de 1,5°C. Rapport spécial du GIEC sur les conséquences d'un réchauffement planétaire de 1,5°c par rapport aux niveaux préindustriels et les trajectoires associées d'émissions mondiales de gaz à effet de serre dans le contexte du renforcement de la parade mondiale au changement climatique, du développement durable et de la lutte contre la pauvreté. Résumé à l’intention des décideurs, Genève, Organisation météorologique mondiale ; Nairobi, Programme des Nations unies pour l'environnement, 2018, 26 p.
- Groupe d'experts intergouvernemental sur l'évolution du climat (GIEC), Climate Change 2021. The Physical Science Basis : Contribution of Working Group I to the Sixth Assessment Report of the Intergovernmental Panel on Climate Change (IPCC). Summary for Policymakers, Genève, Organisation météorologique mondiale ; Nairobi, Programme des Nations unies pour l'environnement, 2021, 31 p.
- Kotcher J. et alii, Correcting Misperceptions about the Scientific Consensus on Climate Change : Exploring the Role of Providing an Explanation for the Erroneous Belief, Seattle, The 2014 Annual Conference of the International Communication Association, 2014.
- Naomi Oreskes, « My Facts are Better than your Facts : Spreading Good News about Global Warming », in Howlett Peter et Morgan Mary (éd.), How Well Do Facts Travel ? The Dissemination of Reliable Knowledge, Cambridge, Cambridge University Press, 2010, p. 135-166.
- Oreskes Naomi, « The Scientific Consensus on Climate Change : How Do We Know We are not Wrong ? », in Dimento Joseph et Doughman Pamela (éd.), Climate Change : What It Means for Us, Our Children, and Our Grandchildren, Cambridge, Massachusetts Institute of Technology Press, 2007.
- Oreskes Naomi et Conway Erik, Les marchands de doute, ou comment une poignée de scientifiques ont masqué la vérité sur des enjeux de société tels que le tabagisme et le réchauffement climatique, Treiner Jacques (trad.), Paris, Le Pommier, 2019, 523 p.

#### Articles de revues
- Anderegg William, « Moving Beyond Scientific Agreement. An Editorial Comment on « Climate Change : a Profile of US Climat Scientists' Perspectives » », Climatic Change, 101, 2010, p. 331-337.
- Anderegg William et alii, « Expert Credibility in Climate Change », Proceedings of the National Academy of Sciences of the United States of America, 107, 2010, p. 12107-12109.
- Boussalis Constantine and Coan Travis, « Text-mining the Signals of Climate Change Doubt », Global Environmental Change, 36, 2016, p. 89-100.
- Bray Dennis, « The Scientific Consensus of Climate Change Revisited », Environmental Science and Policy, 13, 2010, p. 340-350.
- Carlton John et alii, « The Climate Change Consensus Extends Beyond Climate Scientists », Environmental Research Letters, 10, 2015.
- Cook John et Jacobs Peter, « Scientists are from Mars, Laypeople are from Venus : an Evidence-based Rationale for Communicating the Consensus on Climate », Reports of the National Center for Science Education, 34, 2014.
- Cook John et Lewandowsky Stephan, « Rational Irrationality : Modeling Climate Change Belief Polarization Using Bayesian Networks », Topics in Cognitive Science, 8, 2016, p. 160-179.
- Cook John et alii, « Quantifying the Consensus on Anthropogenic Global Warming in the Scientific Literature », Environmental Research Letters, 8, 2013.
- Ding Ding et alii, « Support for Climate Policy and Societal Action are Linked to Perceptions about Scientific Agreement », Nature Climate Change, 1, 2011, p. 462-466.
- Doran Peter et Zimmerman Maggie Kendall, « Examining the Scientific Consensus on Climate Change », Eos, 90, 2009, p. 22-23.
- Elsasser Shaun et Dunlap Riley, « Leading Voices in the Denier Choir : Conservative Columnists’ Dismissal of Global Warming and Denigration of Climate Science », American Behavioral Scientist, 57, 2013, p. 754-776.
- Farnsworth Stephen et Lichter Samuel Robert, « The Structure of Scientific Opinion on Climate Change », International Journal of Public Opinion Research, 24, 2012, p. 93-103.
- Lewandowsky Stephan et alii, « The Pivotal Role of Perceived Scientific Consensus in Acceptance of Science », Nature Climate Change, 3, 2013, p. 399-404.
- Maibach Edward et alii, « Climate Scientists Need to Set the Record Straight : there is a Scientific Consensus that Human-caused Climate Change is Happening », Earth’s Future, 2, 2014, p. 295-298.
- McCright Aaron et alii, « Examining the Effectiveness of Climate Change Frames in the Face of a Climate Change Denial Counter-frame », Topics in Cognitive Science, 8, 2016, p. 76-97.
- Oreskes Naomi, « Beyond the Ivory Tower. The Scientific Consensus on Climate Change », Science, 306, 2004, p. 1686.
- Powell James Lawrence, « The Consensus on Anthropogenic Global Warming Matters », Bulletin of Science Technology and Society, 36, 2016, p. 157-163.
- Ranney Michael Andrew et Clark Dav, « Climate Change Conceptual Change : Scientific Information can Transform Attitudes », Topics in Cognitive Science, 8, 2016, p. 49-75.
- Shwed Uri et Bearman Peter Shawn, « The Temporal Structure of Scientific Consensus Formation », American Sociological Review, 75, 2010, p. 817-840.
- Tol Richard Simon Jozef, « Comment on « Quantifying the Consensus on Anthropogenic Global Warming in the Scientific Literature » », Environmental Research Letters, 11, 2016.
- Van der Linden Sander et alii, « The Scientific Consensus on Climate Change as a Gateway Belief : Experimental Evidence », Plos One, 10, 2015.
- Van der Linden Sander et alii, « Inoculating the Public against Misinformation about Climate Change », Global Challenges, 1, 2017.
- Verheggen Bart et alii, « Scientists’ Views about Attribution of Global Warming », Environmental Science and Technology, 48, 2014, p. 8963-8971.